# بیشتیوبینکا
بیشتیوبینکا (به لاتین: Bishtyubinka) یک منطقهٔ مسکونی در روسیه است که در استان آستراخان واقع شده‌است.